# Fachhochschule für Verwaltung und Dienstleistung

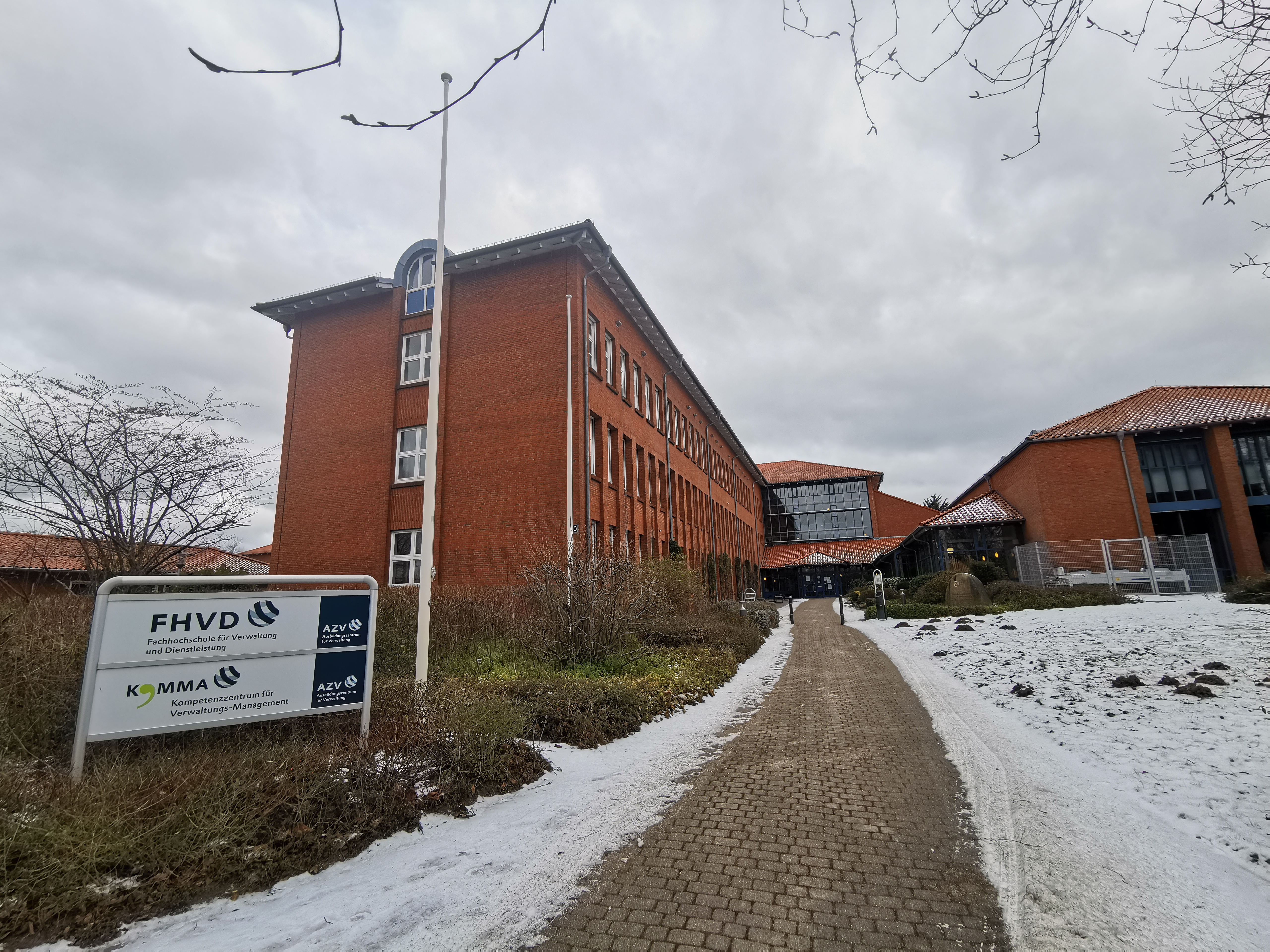

Die Fachhochschule für Verwaltung und Dienstleistung (FHVD) ist eine Hochschule in Altenholz ⊙ und Reinfeld (Holstein) ⊙ in Schleswig-Holstein. Die FHVD ist Mitglied der Rektorenkonferenz der Hochschulen für den öffentlichen Dienst (RKhoeD) sowie der Landeshochschulkonferenz SH.
Sie soll durch anwendungsbezogene Lehre eine Bildung vermitteln, die die Studierenden zur Anwendung wissenschaftlicher Methoden und Erkenntnisse bei Erfüllung ihrer Dienstaufgaben in einem freiheitlichen demokratischen Rechtsstaat befähigt und sie auf ihre Verantwortung in der Gesellschaft vorbereitet.
Absolventen eines Studienganges der Fachhochschule wird der Diplomgrad (z. B. Dipl.-Finanzwirt/-in) bzw. der Bachelor (B.A. bzw. LL.B.) als Hochschulgrad verliehen.

## Geschichte
Im August 1975 nahm sie mit dreieinhalb hauptamtlichen Lehrkräften und 125 Studierenden ihren Lehrbetrieb auf. Zuvor hatte der schleswig-holsteinische Landtag durch Gesetz vom 7. Oktober 1974 beschlossen, ein Ausbildungszentrum für Verwaltung als Körperschaft des öffentlichen Rechts zu errichten. Seine Aufgabe sollte es sein, Mitarbeiter der öffentlichen Verwaltung in Schleswig-Holstein auszubilden und deren Fortbildung zu fördern.
Zur Erfüllung seiner Aufgaben hat das Ausbildungszentrum für Verwaltung (AZV) die Hochschule als verwaltungsinterne Bildungseinrichtung errichtet. Mit der Gründung der Hochschule entsprach Schleswig-Holstein als eines der ersten Bundesländer der Empfehlung der Innenministerkonferenz zur Einführung einer Fachhochschulausbildung für den gehobenen Dienst aus dem Jahre 1970.
In den ersten Jahren bewegte sich die Zahl der Studierenden durchschnittlich zwischen 100 und 300, um dann ab 1978 auf knapp 800 im Jahre 1984 anzusteigen.
Zum 1. August 2021 wies die Hochschule mit über 1700 Studierenden den bisher höchsten Stand in ihrer Geschichte auf.
Die Hochschule hat heute knapp 90 hauptamtliche Lehrkräfte und weit über hundert nebenamtliche Lehrbeauftragte aus Wissenschaft, Wirtschaft und Verwaltungspraxis.
Studierende können die zwei wissenschaftlichen Bibliotheken an den Standorten Altenholz und Reinfeld nutzen.
Es stehen 18.000 Medieneinheiten und 150 laufend gehaltene Zeitschriften zur Verfügung.
Seit dem Wintersemester 1999/2000 wurde an FHVD der Studiengang Sicherheitsmanagement im Fachbereich Polizei angeboten. Der Studiengang wird jedoch nicht mehr angeboten. Das dem BA-Studiengang nachfolgende Kontaktstudium Sicherheitsmanagement wird zurzeit nicht mehr durchgeführt.
Im Fachbereich Rentenversicherung schließt der Abschlussjahrgang 2010 als letzter Jahrgang mit dem Diplom ab. Der Abschlussjahrgang 2011 wird als erster Jahrgang mit dem Bachelor of Arts – Management Soziale Sicherheit (Schwerpunkt Rentenversicherung) abschließen. Im Jahr 2013 wurde der Studiengang Bachelor of Laws – Management Soziale Sicherheit (Schwerpunkt Rentenversicherung) eingeführt. Ergänzend bietet der Fachbereich den Sachkundelehrgang Rentenberatung an.
Im Fachbereich Allgemeine Verwaltung wurde zuletzt im Jahr 2011 das Diplom verliehen. Ab dem Jahr 2012 schließen die Studenten mit dem Bachelor of Arts ab.

## Studium
Die FHVD bietet vier grundständige Studiengänge an den zwei Standorten an:
- Allgemeine Verwaltung / Public Administration (B.A.)
- Polizeivollzugsdienst (B.A.) mit drei Fachrichtungen
  - Kriminalpolizei
  - Schutzpolizei
  - Wasserschutzpolizei
- Management Soziale Sicherheit / Schwerpunkt Rentenversicherung (LL.B.)
- Steuerverwaltung (Dipl. Finanzwirt/-in)

Im Fachbereich Polizei wird im Verbund mit anderen Hochschulen der Masterstudiengang Public Administration – Police Management angeboten und zeitweise durchgeführt.

## Fachbereiche
Die Hochschule besteht aus den Fachbereichen:
- Steuerverwaltung (Campus Altenholz)
- Allgemeine Verwaltung (Campus Altenholz)
- Polizei (Campus Altenholz)
- Rentenversicherung (Zunächst in Altenholz eingegliedert, aber seit 1996 des neu entstandenen Bildungszentrums Reinfeld (Holstein) ausgelagert (Campus Reinfeld).)